# Intratekalna pumpa
Intratekalna pumpa je specijalno dizajnirani uređaj koji se koristi za minimalno invazivni način lečenja, zasnovan na hroničnom, kontinuiranom, intratekalnom ubrizgavanju leka direktno u moždanu tečnost kroz usku cevčicu (iz pumpe), koja je prethodno uvedena u kičmeni kanal.
Ovaj oblik terapije zahteva strpljivost i dobru saradnju pacijenta, medicinske sestre i hirurga.

## Predmnosti
Kontinuiranim ubrizgavanjem opijatnih analgetika ili spazmolitika direktno u moždanu tečnost, postiže se odlična kontrola hroničnih bola (posebno malignog) ili spsticiteta (npr kod multiple skleroze), jer lek deluju direktno na receptore u zadnjim rogovima kičmene moždine.
Prednost u odnosu na na per os (kroz usta) ili parenteralnu (injekcije) primenu opijatnih analgetika ili baklofena kod spsticiteta, su velike. Kontinuiranim ubrizgavanjem leka postiže se stalna koncentracija leka u krvi potrebna za adekvatnu, celodnevnu kontrolu bola i spasticiteta.
Osim toga, kontrola bola i spasticiteta na ovaj način zahteva do sto puta manje doze opijatnih analgetika u odnosu na oralnu ili parenteralnu primenu, što smanjuje komplikacije i mogućnost navikavanja.

## Primena
Kod ove metode, potkožno se ugrađuju automatske pumpe čiji je rezervoar napunjem morfinom, drugim opijatnim analgetikom odgovarajuće koncentracije ili baklofenom. Uska cevčica iz pumpe vodi u kičmeni kanal, a kroz nju pumpa kontinuirano izbacuje odgovarajuću, zadatu dozu leka.
Doza se po potrebi, upravljačem preko kože, može menjati zavisno od intenziteta bola ili spazma.
Ispražnjeni rezervoar se puni jednostavnim ubrizgavanjem leka preko kože. Jedno punjenje traje od jednog do tri meseca.
Periodično treba zameniti intratekalnu pumpe. Za baklofenske pumpe, ovo može biti jednom na svakih 5-7 godina.

## Intratekalni lekovi
Najčešće korišćeni intratekalni lekovi za lečenje malignog bola
- Morfin — koji kupira bol delujući na sva tri tipa receptora, a svoja farmakološka dejstva ostvaruje pre svega preko OP3. Glavna mesta delovanja morfina su centralni nervni sistem i gastrointestinalni trakt.[3]
- Fentanil — koji je potentni sintetički narkotični analgetik sa brzim početkom i kratkim trajanjem dejstva. On je jak agonist μ-opioidnog receptora, i krozi istoriju koristio za lečenje probojnog bola, ili u prethodnim procedurama kao olakšavač bola, i anestetik u kombinaciji sa benzodiazepiniima. Fentanil je oko 100 puta potentniji od morfina, (i.e. 100 mikrograma fentanila je približno ekvivalentno sa 10 mg of morfina ili 75 mg petidina (meperidina) u pogledu analgetske aktivnosti).
- Bupivakain — lokalni anestetik koji reverzibilno i privremeno blokira prenos iritacije u perifernim nervima na mestu primene, što rezultuje gubitkom osećaja za bola na tom području tela.
- Ropivakain — je lokalni anestetik sa novijom amidnom grupom dugotrajnog dejstva, hemijski veoma slična bupivakainu i mepivakainu.[4]
- Klonidin — je simpatolitički lek koji se koristi za tretiranje visokog krvnog pritiska, nekih oblika bola, ADHD i anksioznog/paničnog poremećaja. On je klasifikovan kao centralno delujući α2 adrenergički agonist.[5][6]

Navedeni lekovi se često mešaju; uobičajena je mešavina morfina 1mg/ml i bupivakaina 2–3 mg/ml. Intratekalna infuzija počinje sa 0.5–2 ml/sat sa opcijom bolusa od 0.1–0.3 ml svakih 20 minuta. Zbog metabolita morfina (morfin-6 glukuronid i morfin-3 glukuronid) maksimalna doza morfina intratekalno kod dugotrajne terapije je 16 mg dnevno. Prekomerne doze mogu prouzrokovati opioid-indukovanu hiperalgeziju. Ako se koristi klonidin, dnevna doza je 150–600 mcg/dan.
Najčešće korišćeni intratekalni lek za lečenje spasticiteta
- Baklofen — strukturni analog GABA (γ-amino-buterna kiselina) i neselektivni agonist GABA receptora.[8] Spazmolitičko dejstvo ostvaruje se posredstvom GABAB receptora, mehanizmom presinaptičke inhibicije ekscitatorne proprioceptivne neurotransmisije u kičmenoj moždini.[9][10][8][11][12]

## Sporedni efekti i komplikacije
U najčešće sporedne efekte i komplikacije kod primene epiduralnih i intratekalni lekova za lečenje bola mogu se javiti:
Česti sporedni efekti u inicijalnoj fazi intratekalne aplikacije
- muka, povraćlje,[14]
- retencija mokraće,
- svrab
- glavobolje

Sporedni efekti u kasnijoj fazi intratekalne aplikacije
- Infekcija,
- Mehanička opstrukcija
- Fibroza kao komplikacije vezane za dugotrajnu primenu katetera (1–44%)
- Problemi u sistemu pumpe (dislokacija, savijanje, pucanje ili začepljen katetera)
- Punjenje leka mimo rezveoara pumpe,
- Neadekvatna doza — predoziranje roka trajanja pumpe.

## Kontraindikacije za primenu pumpe
- Pacijenti sa dokazanom alergijom na peroralno uzeti lek.[1]
- Pacijenti sa drugim elektroničkim implantatima (npr pejsmejskerom) zbog mogućnosti razmene električnih impulsa između implantata, što može dovesti, do promene u doziranju leka.
- Pacijenti s nuspojavama tokom probne procedure.
- U slučaju infekcije, meningitisa, ventrikulitisa, kožnih infekcija, bakterijemije ili septikemije.
- Ako pacijent nije odgovarajućih telesnih mera za prihvat pumpe.
- Ako pacijent ima anomalije kičme koje ometaju smeštaj katetera.

## Literatura
- Myers J,Chan V,Jarvis V;  . (2010). „Intraspinal techniques for pain management in cancer patients: a systematic review”. Support Care Cancer. 18 (2): 137—149. PMID 19943068. doi:10.1007/s00520-009-0784-2.
- Kapural L, Narouze SN, Janicki TI, Mekhail N (2006). „Spinal cord stimulation is an effective treatment for the chronic intractable visceral pelvic pain”. Pain Med. 7 (5): 440—3. PMID 17014604. doi:10.1111/j.1526-4637.2006.00165.x.

## Spoljašnje veze
|  | Molimo Vas, obratite pažnju na važno upozorenje u vezi sa temama iz oblasti medicine (zdravlja). |